# Emma Tonegato
Emma Tonegato, född 20 mars 1995 i Wollongong i New South Wales, är en australisk rugbyspelare som ingår i Australiens damlandslag i sjumannarugby. 
Tonegato spelade för Australiens damlandslag i rugby league fram till 2013 innan hon bytte gren till rugby union-varianten av sjumannarugby.
Tonegato tog OS-guld i damernas turnering i rugby vid olympiska sommarspelen 2016. Hon gjorde Australiens första försök i OS-finalen mot Nya Zeeland som de vann med 24–17.
Vid Samväldesspelen 2018 i Gold Coast tog Tonegato en silvermedalj efter att Australien återigen mött Nya Zeeland i finalen, denna gång vann Nya Zeeland med 17-12 efter att matchen gått till förlängning.